# African Company of Merchants
African Company of Merchants eller Company of Merchants Trading to Africa var ett brittiskt handelskompani bildat 1752 för handel med Västafrika, och upplöstes 1821. Det är känt för sitt deltagande i den transatlantiska slavhandeln. 
Det bildades 1752 då det övertog de tillgångar som hade tillhört Royal African Company.